# El rayo de luna
El rayo de luna es el título de una leyenda escrita por Gustavo Adolfo Bécquer, publicada por primera vez el 13 de febrero de 1862. Es un relato de ficción, sin base histórica.

## Análisis
Relación con otras leyendas, obras de Bécquer u otras: 
La tercera estrofa de la Rima XI tiene una clara relación con la leyenda, pero también el poema “Lejos y entre los árboles”, donde, con un rasgo mucho más naturalista, se recurre no a la luz de un rayo de luna, sino de un candil. Por último, el final de la leyenda se acerca mucho al contenido de los poemas del desengaño de Bécquer.
Manrique dice: 

“Cantigas…., mujeres…., glorias…., felicidad…., mentira todo, fantasmas vanos que formamos en nuestra imaginación y vestimos a nuestro antojo, y los amamos y corremos tras ellos, ¿para qué?, ¿para qué?, ¿para qué? Para encontrar un rayo de luna.
Y en la Rima LXIX, La gloria y el amor tras que corremos, sombras de un sueño son que perseguimos, ¡Despertar es morir!

## Tema
En esta leyenda podemos distinguir diversos temas, exactamente cuatro: 
1. El amor
2. El ensueño
3. Una fantasía irreconciliable con la realidad
4. Que confluyen en un tema: la mujer intangible

## Estructura
La obra tiene siete capítulos.
- Prólogo:

El texto empieza por una nota aclaratoria del autor:

Yo no sé si esto es una historia que parece cuento o un cuento que parece historia; lo que puedo decir es que en su fondo hay una verdad, una verdad muy triste, de la que acaso yo seré uno de los últimos en aprovecharme, dadas mis condiciones de imaginación.
Otro, con esta idea, tal vez hubiera hecho un tomo de filosofía lacrimosa; yo he escrito esta leyenda, que, a los que nada vean en su fondo, al menos podrá entretenerles un rato.

- Planteamiento. En una noche de luna llena, Manrique llega al claustro, persiguiendo a una mujer, bellísima, y llama donde ha pensado que estaba la mujer de sus sueños, pero allí no está.

- Nudo. Sale de allí y se dirige hacia la alameda, donde le parece ver el reflejo del traje de su amada, corre y repentinamente se para.

- Desenlace. Descubre finalmente que lo que perseguía era un rayo de luna.

- Epílogo. La leyenda termina con un epílogo a modo de conclusión.

## Tiempo y espacio
- Época de publicación: siglo XIX
- Época en que transcurre la leyenda: Edad Media
- Espacio de localización de la leyenda: Soria

## Análisis y estudio
Manrique ama la soledad. Es un poeta, que se retira a escribir o leer a un lugar apartado, donde su imaginación le hace ver hadas. Es así como descubre a su "amada". Va enloqueciendo a medida que avanza la obra, hasta que finalmente "se desengaña".

## Argumento
El rayo de Luna nos explica la vida de Manrique, un hombre muy encerrado en sí mismo. Le encantaba la poesía y por ello su carácter solitario le permitía pensar y poder remover su mente. Una noche cálida de verano vio cómo una mujer se dirigía al monasterio de los Templarios, él la siguió e intentó alcanzarla y hablar con ella, pero a pesar de todos sus intentos no consiguió alcanzarla hasta que llegó a la que él supuso que era su casa. Pero cuando tocó la puerta y preguntó quién vivía allí, la persona que le abrió le dijo que era la casa de Alonso de Valdecuellos, el montero mayor del rey que vivía solo y que fue herido en la guerra contra moros. Pasado un tiempo volvió a verla desde su balcón y la volvió a seguir pero mucho más de cerca y así pudo darse cuenta de que lo que veía era un rayo de luna por el medio del bosque, al que le daba voz el viento que chocaba contra los árboles.

## El romanticismo en la leyenda
Manrique es el héroe romántico de esta leyenda, donde se evidencian diferentes características del Romanticismo entre ellas se encuentran el subjetivismo y la evasión de la realidad.
El subjetivismo en el Romanticismo se evidencia a través de la expresión del sentimiento o lirismo, es decir, la manifestación del sentimiento de incomprensión que sufre el poeta, su afán por estar en soledad y en armonía consigo mismo. La búsqueda de la verdad, de su propia verdad, puesto que no es sencillo para él vivir en su realidad.
En la leyenda encontramos este rasgo en los siguientes fragmentos:
“- No sabemos-respondían sus servidores:- acaso estará en el claustro (...) . En cualquier lugar estará menos en donde esté todo el mundo.”
Este fragmento nos ilustra los rasgos de Manrique como un hombre solitario alejado de la vida de castillo. Sin embargo, nuestro protagonista se ve atraído por la religión, ya que se hace referencia al claustro en el que pretende conectar con su espiritualidad y con Dios.  Lo atrae el misterio de la muerte, es por ello que visita un cementerio. En el puente, disfruta de la naturaleza y entabla una comunión propia con la naturaleza que el Romanticismo denomina “paralelismo psicocósmico”.
Por otro lado la evasión de la realidad se denota en la constante valoración de lo onírico, las visiones, los fantasmas, lo exótico y lo desconocido. En cuanto a lo temporal, las imprecisiones en los relatos y la valoración del pasado son elementos muy presentes en el Romanticismo.
Concretamente, en “El rayo de luna” lo observamos en:
“En la época a que nos referimos los caballeros de la Orden (...) , en las que suspiraba el viento con un gemido, agitando las altas hierbas.”
En este fragmento se evoca el pasado, en tiempos de caballeros Templarios, con sus fortalezas, sus torreones y sus muros. Se hace referencia al pasado con añoranza, se describe con detalle los elementos especiales que dotan al relato de misticismo a través del “tono romántico”.
Un elemento que está presente en este fragmento es la naturaleza. A través de la alusión a las hiedras, a las campanillas blancas y a las hierbas conocemos el refugio del héroe romántico que es solitario y propicio para acompañar el sentimiento de ensoñación de Manrique.